# República Socialista Soviètica Autònoma de Moldàvia
La República Socialista Soviètica Autònoma de Moldàvia o simplement RSSA de Moldàvia o RSSMA, fou una república establerta en 1924 dins de la Unió Soviètica, i es va traçar la frontera amb Romania. La localitat ucraïnesa de Balta va ser la seva capital fins a 1929, data en la qual la capital es va transferir a Tiraspol. Menys d'un terç de la població de l'RSSA de Moldàvia era romanesa a mitjan dècada de 1920.
En 1939 Bessaràbia va ser cedida a la Unió Soviètica en el Pacte Mólotov-Ribbentrop, l'acord germano-soviètic que establia les àrees d'influència d'Alemanya i Rússia a Europa oriental. Encara que Romania va declarar la seva neutralitat al setembre de 1939, la Unió Soviètica la va obligar a cedir Bessaràbia i les tropes soviètiques van ocupar la regió al juny de 1940; en un primer moment, les autoritats soviètiques van continuar denominant al nou territori Bessaràbia, però el 2 d'agost de 1940, es va proclamar la República Socialista Soviètica de Moldàvia i es va abolir l'antiga RSSA. La regió de Transnístria va ser transferida a la nova República, mentre la resta de l'antiga república autònoma de Moldàvia va passar a Ucraïna. Les tropes romaneses van ocupar de nou l'RSS en 1941.